# Porphyrio indicus
Il pollo sultano dorsonero (Porphyrio indicus Horsfield, 1821) è un uccello della famiglia dei Rallidi.

## Distribuzione e habitat
Questa specie è diffusa a Sumatra, a Giava, nel Borneo sud-orientale, a Sulawesi e nelle Filippine meridionali.

## Tassonomia
Questo uccello in passato era inquadrato come sottospecie di Porphyrio porphyrio (P. porphyrio indicus) ed è stato successivamente elevato al rango di specie a sé stante.